# 马德莱娜站
马德莱娜站（法語：Madeleine），又称玛德莲站，是巴黎地鐵的一個車站，位於巴黎第八区。该站以附近的马德莱娜教堂（又译“玛德莲教堂”）命名。8、12以及14號綫在此交匯，加上位於市中心，故人流相當高。

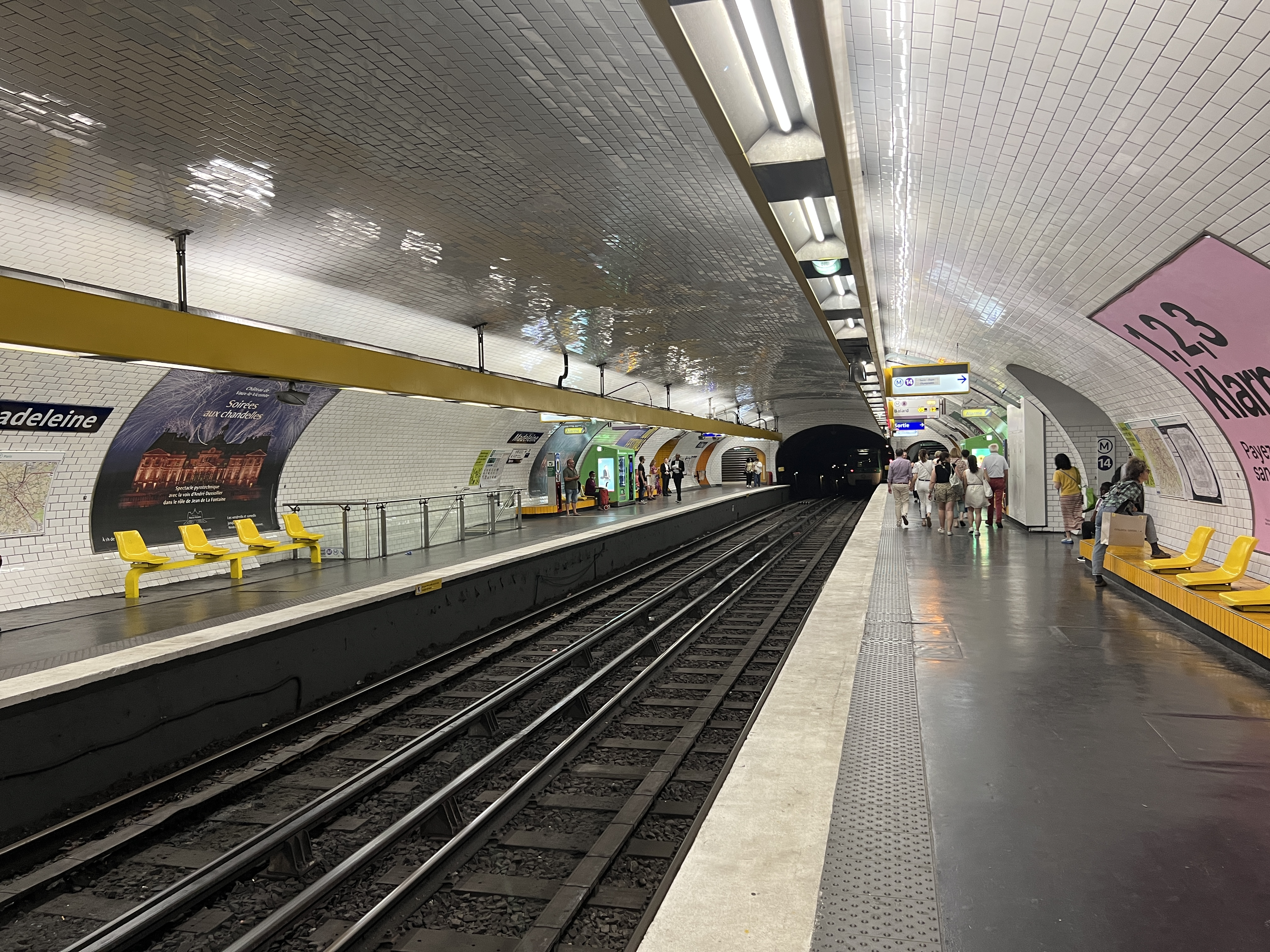
8號線月台（2022年7月）

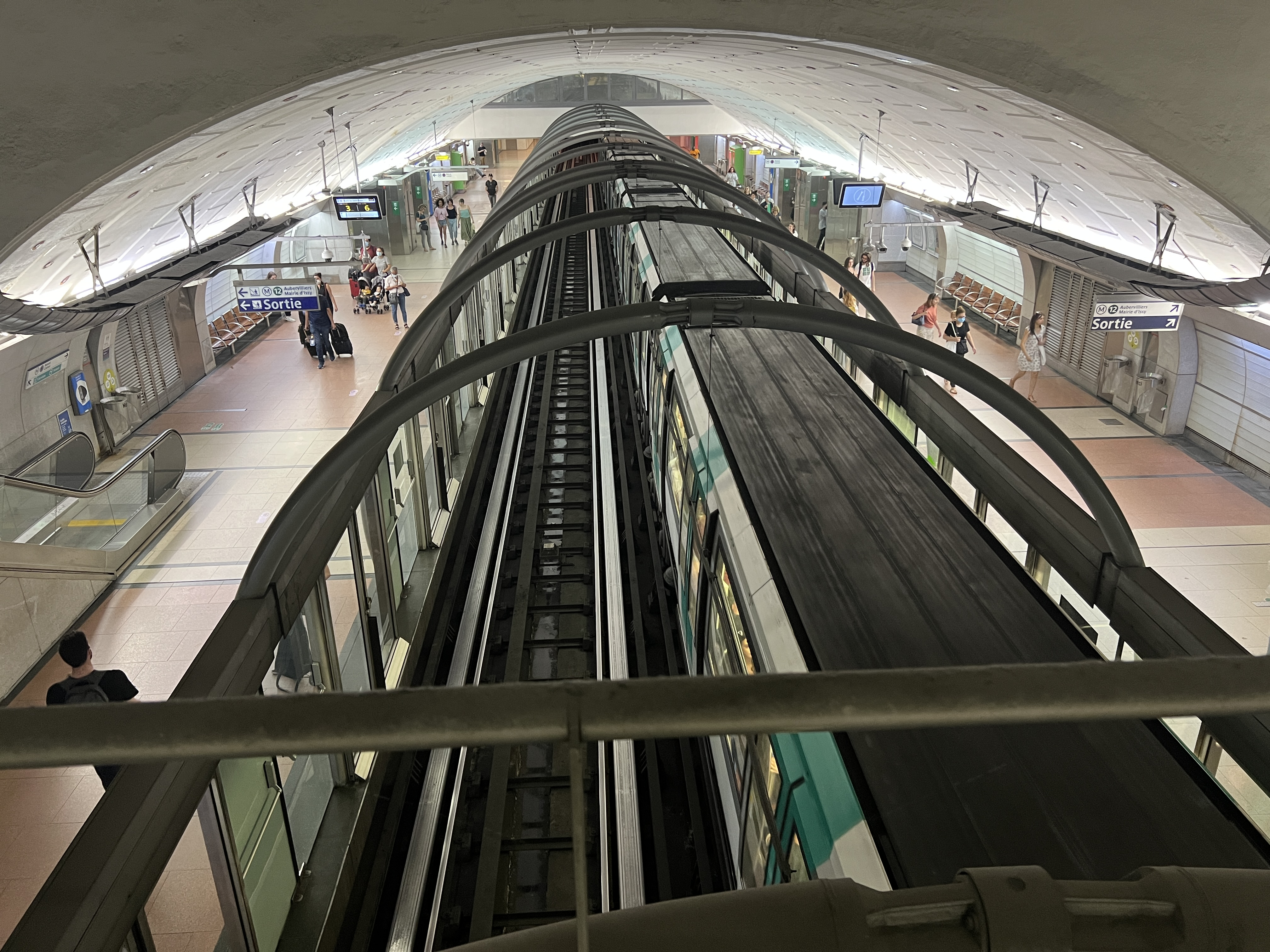
14號線月台（2022年7月）

## 車站結構
| G          | 街道                             | 出入口                           |
| B1         | 夾層                             | 往出入口                         |
| 8號線月台  | 側式月台，右側開門               | 側式月台，右側開門               |
| 8號線月台  | 南行                             | 往巴拉（協和廣場）               |
| 8號線月台  | 北行                             | 往湖之角（歌劇院）               |
| 8號線月台  | 側式月台，右側開門               |                                  |
| 12號線月台 | 側式月台，右側開門               | 側式月台，右側開門               |
| 12號線月台 | 南行                             | 往伊西市政府（協和廣場）         |
| 12號線月台 | 北行                             | 往奧貝維埃市政府（聖拉扎爾）     |
| 12號線月台 | 側式月台，右側開門               |                                  |
| 14號線月台 | 設有月台幕門的側式月台，右側開門 | 設有月台幕門的側式月台，右側開門 |
| 14號線月台 | 北行                             | 往聖旺市政府（聖拉扎爾）         |
| 14號線月台 | 南行                             | 往奧林匹亞德（金字塔）           |
| 14號線月台 | 設有月台幕門的側式月台，右側開門 |                                  |